# Riu Eden

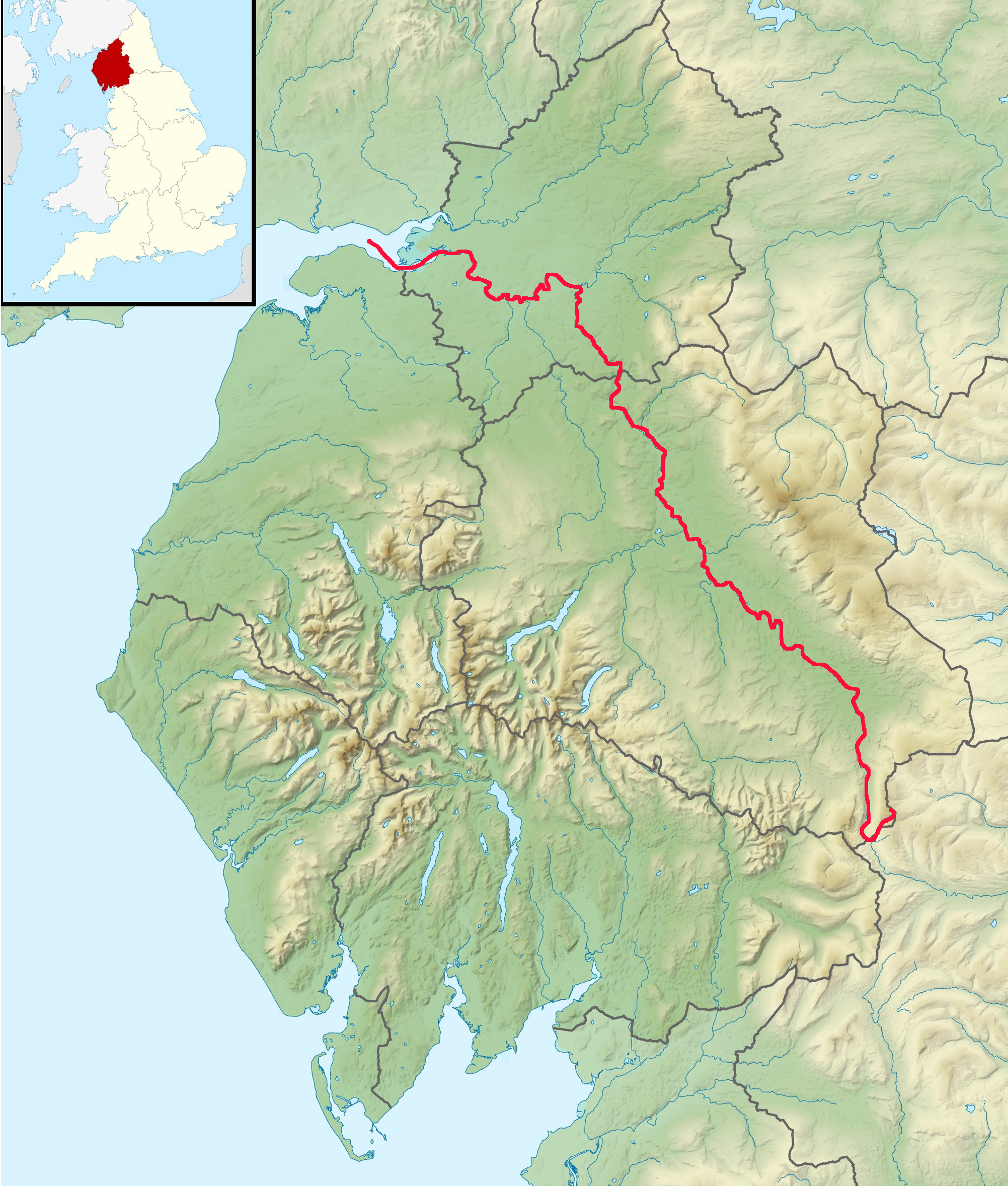
Marcat en roig el recorregut de l'Eden

L'Eden (pronunciat segons l'AFI /'i.ðən/) és un riu del Regne Unit que flueix pel comtat de Cúmbria, (Anglaterra) i que desemboca passant per la regió costanera de Solway Firth. En època romana es va anomenar Ituna, però el nom és d'origen celta.

## El nom
Segons va fer constar el geògraf grec Claudi Ptolemeu del segle ii, aquest riu era conegut pels romans amb el nom d'Ituna. El nom, però, és d'origen celta, on ituna vol dir «aigua» o «corrent d'aigua». Curiosament a Gran Bretanya hi ha cinc rius anomenats Eden, però aquest és el principal, els altres estan a: Kent, un afluent del Medway, un altre a Gal·les, un altre a Fife (Escòcia) i un altre també a Escòcia que és afluent del Tweed.

## Curs del riu
L'Eden neix en una torbera anomenada Black Fell Moss, en el terme municipal de Mallerstang, en la gran extensió que hi ha entre les muntanyes High Seat (709 m) i Hugh Seat (689 m). Aquest lloc marca la frontera entre els comtats de Cúmbria i North Yorkshire. Hi ha dos rius més que neixen en aquest indret, a un quilòmetre de distància: el Swale i l'Ure.
A l'inici del seu recorregut l'Eden és només un petit rierol anomenat Red Gill Beck, el següent tram es diu Hell Gill Beck i llavors gira cap al nord on s'uneix a un altre rierol, l'Ais Gill Beck; amb la unió d'aquests tres rierols es forma l'Eden pròpiament dit. Just abans que el Hell Gill Force es trobi amb l'Ais Gill Beck, es forma la cascada més alta de tot el trajecte fins a arribar a la mar. La paraula gill present en aquests topònims, procedeix del nòrdic antic ghyill i es refereix a una vall que es forma en un barranc estret; la paraula beck designa el salt d'aigua que sorgeix en aquesta mena de barranc.
La vall oberta que es troba després, passant per Mallerstang, rep el nom de Vall de l'Eden. El riu continua el seu curs passant pels termes municipals de Kirkby Stephen i Appleby-in-Westmorland, on aplega l'aigua de diversos salts d'aigua (becks) que porten l'aigua de pluja que baixa del vessant oest de la serralada dels Penins. També se li uneix l'aigua procedent d'afluents que venen de la regió Lakes Urban District: el Lyvennet, el Leith i l'Eamont.
Seguint cap al nord passa a prop d'un antic cercle de pedres (megàlit) anomenat Long Meg and Her Daughters. Llavors entra en una zona escassament poblada, on es crien vaques, la plana del Solway. Després de passar per terme municipal de Wetheral, és travessat pel Corby Bridge, un pont per a la circulació de ferrocarril classificat de grau I, que es va construir el 1834. A continuació se li uneix per l'est el riu Irthing i després pel sud els rius Petteril i Caldew, fins a arribar a la ciutat de Carlisle.
La unió amb el riu Caldew, al nord de Carlisle, marca el punt on el Mur d'Adrià travessa l'Eden, a només cinc milles abans d'arribar a la desembocadura a la Mar d'Irlanda, per Bowness-on-Solway, a prop de la boca d'un altre riu, l'Esk. La distància de tot el recorregut és de 90 milles (145 km).